# Rosignol
Pour les articles homonymes, voir Rossignol (homonymie).
Rosignol est un village situé au Guyana dans la région Mahaica-Berbice.
Rosignol est bordé par la rive ouest du fleuve Berbice.